# 足利義勝
足利義勝（日语：／ Ashikaga Yoshikatsu
，1434年3月19日—1443年8月16日）是日本室町幕府第七代征夷大將軍。父親是第六代將軍足利義教，母親是日野重光之女日野重子。兄弟有8代將軍足利義政以及足利義視，幼名叫做千也茶丸。
1441年發生嘉吉之亂，父親義教被家臣赤松滿祐暗殺，第二年（1442年）才年僅九歲的他就繼承將軍之位。因為年幼還沒有政治能力，因此實權掌握在管領細川持之手裡，平定嘉吉之亂。義勝在任八個月後死去，死因包括落馬、暗殺、病死等說法。繼任的將軍則是選定由其弟義政擔任。
法號是慶雲院榮山道春大居士，墓在京都府京都市北區等持院北町的等持院。

## 官職位階履歷
- 1441年(嘉吉元年)　從五位下。
- 1442年(嘉吉2年)　元服。正五位下左近衛中將、夷大將軍宣下。
- 1443年(嘉吉3年)　従四位下。之後過世。追贈從一位左大臣。

| 足利義勝        |                                          |                 |
| 军职            |                                          |                 |
| 前任： 足利義教 | 征夷大將軍 1442年12月19日－1443年8月16日 | 繼任： 足利義政 |
| 貴族爵位和頭銜  |                                          |                 |
| 前任： 足利義教 | 足利將軍家第7代當主 1442年－1443年       | 繼任： 足利義政 |